# Lizines-Sognolles
Ancienne commune de Seine-et-Marne, la commune de Lizines-Sognolles fut supprimée en 1874. Sur son territoire, deux nouvelles communes furent créées : 
- Lizines, et
- Sognolles, devenue depuis 1919 Sognolles-en-Montois.